# Beda Menzel
Beda Menzel, také Beda Franz Menzel (2. ledna 1904 Broumov – 29. srpna 1994 Niederhatzkofen, Rottenburg an der Laaber) byl sudetoněmecký benediktinský mnich, pedagog, církevní historik a historik umění.

## Život
Narodil se v Broumově, v domě č. 6-III jako syn krejčovského pomocníka Franze Menzela a jeho manželky Anny, rozené Opitzové, byl pokřtěn jménem Franz Xaver. Rodina pocházela z Velké vsi u Broumova, dědečkové tam byli nádeníky. Franzův strýc a křestní Kmotr Josef Menzel byl vrchním tkalcem v Křinicích. 
V Broumově absolvoval základní školu i gymnázium benediktinů. Po maturitě v roce 1923 vstoupil do Broumovského kláštera a přijal řeholní jméno Beda. Absolvoval noviciát v Břevnovském klášteře. V letech 1924–1928 vystudoval filozofii na filozofické fakultě a katolickou teologii na teologické fakultě Německé univerzity v Praze. Po základní vojenské službě byl 1. července 1928 vysvěcen na kněze v kostele arcibiskupského semináře sv. Vojtěcha v Praze-Dejvicích. V letech 1928–1934 si studiem dějepisu a zeměpisu v Mnichově a v Praze doplnil druhý stupeň pedagogické kvalifikace pro gymnázia, dále studoval klasickou filologii, takže měl aprobaci pro výuku latiny a řečtiny. V roce 1932 získal doktorát z filozofie v Praze a v letech 1933 a 1934 složil pedagogické zkoušky. V letech 1937–1939 vedl broumovské klášterní gymnázium. Během druhé světové války byl farářem klášterní farnosti v Ruprechticích.
V rámci organizovaného odsunu Němců odešel 27. listopadu 1945 společně s broumovským opatem Dominikem Prokopem do bavorského benediktinského kláštera Metten. V letech 1947–1956 vedl nižší čtyřleté klášterní gymnázium Jana Nepomuka v Rohru, od školního roku 1956–57 rozšířené na devítileté s maturitou. Učil do roku 1963.

## Dílo
Dále se věnoval své vědecké práci, působil v mnichovském Institutu für Kirchen- und Geistesgeschichte der Sudentenländer. Napsal monografii o klášterním kostele v Rohru a o stavebních dějinách broumovského kláštera (1972). Těžištěm jeho bádání byly dějiny německých a českých benediktinů, zejména Broumovského kláštera a dějiny benediktinského umění. V šedesátých letech znovu navázal kontakty s Československem, stýkal se s Anastázem Opaskem, studoval v českých archivech i v knihovně Pražského arcibiskupství, přátelil se s knihovníkem Františkem Vernerem. Podílel se na přípravách bavorských oslav milénia Břevnovsko-broumovského kláštera.